# P.E. Lange-Müller
Peter Erasmus Lange-Müller (født 1. december 1850 på Frederiksberg, død 26. februar 1926 i København) var en dansk komponist. Han var ud af en veletableret borgerlig familie. Hans far var højesteretsassessor Otto Müller og hans farfar var biskop Peter Erasmus Müller. Familiens rigdom samt en sygdom, han havde arvet fra sin moder, gjorde, at han samlede hele sit liv og virke om at komponere musik.
Til trods for, at Lange-Müller døjede med en hovedpine, som han hele livet forsøgte at få kureret, skrev han en omfattende musikproduktion, som foruden 77 opusnumre omfattede store mængder musik uden for nummer. Hans produktion spændte vidt, fra operaer og orkestermusik over kormusik til musik skrevet til sange. Det er blevet sagt om denne musik, at den i høj grad var præget af en indlevelse i det, som musikken skulle illustrere, herunder den samtidige industrialisering.
I 1874 var han medstifter af Koncertforeningen og i et par år meddirigent, den eneste faste stilling, han beklædte.
Han blev Ridder af Dannebrogordenen 1887, Kommandør af 2. grad 1920 og modtog Fortjenstmedaljen i guld 1925.

## Liv og gerning

### Barndom og ungdom
Hans barndomshjem lå på Frederiksberg Allé og på et tidspunkt, da den tid hvor Frederiksberg Bakke virkelig var et "landparti" for københavnerne, ikke var fjern, da Lange-Müller fødtes. I et roligt og sindigt embedsmandshjem, hvor faderen, der var broder til historiemaleren Adam Müller, var en anset højesteretsdommer, flittig, pligttro og energisk, mens moderen var en følelsesfuld, sart og svag kvinde med kunstneriske anlæg - hun både digtede og musicerede. I hjemmet herskede ro, afdæmpethed, fred og mildhed. Dér gik man med sagte fjed; således var tonen, og således bød hensynet til faderens arbejde og moderens skrøbelighed det. Selv familiens store hund sneg sig så stille omkring, at en kåd ung gæst blandt sønnens venner en gang spurgte husets frue, om den kunne gø!
Fra sin moder arvede han et såre skrøbeligt legeme. Hvori hans sygelighed egentlig bestod formåede end ikke lægerne at fastslå, der blev spekuleret i, at det var blodet, problemer med nerverne, fordøjelsen, hjernen, men han led konstant, især af hovedpine, og uanset hvad han end forsøgte for at bekæmpe den, fra kurrejser til et så vidtgående indgreb som trepanering, var der intet, som kunne hjælpe ham. Sandsynligvis led han af anisometropi. Som en syg mand måtte han passe på sig selv og sin gøren og laden, og han var samtidig for stolt til at lade mængden få indblik i sin sygelighed; han ville kun kendes gennem sin kunst, og mindst af alt ønskede han, at vurderingen af hans musik skulle påvirkes af en vurdering af hans sygdom. Først sent i livet talte han om sine problemer:
| “ | Mit Liv har fra Barndommen af været en bestandig Kamp mod Sygdom, en Kamp der efter Sygdommens Natur har lagt fuldt saa meget Beslag paa mine sjælelige som paa mine legemlige Kræfter ... Alt har bestandig været mig som paa Afstand, set som gennem et Slør, følt som gennem en Væg; usikker har jeg derfor været overfor Livets Realiteter og overfor Mennesker - og søgt til den Kunst, der staar den ydre Virkelighed fjærnest, Musikken. Den var fra min Barndom af det Kjæreste. Men ogsaa den hyllede sig i Fjærnhed for mig -. Og aldrig er jeg naaet den saa nær, at jeg kunde træde i dens Skole og tilegne mig de praktiske Realiteter ... mangelfuldt udrustet har jeg møjsomt arbejdet mig frem indtil det Punkt, hvor jeg nu resigneret erkjender at maatte standse. | ” |

Fra faderen arvede han til gengæld en sejg, ja næsten stædig vilje, en pligttro arbejdstrang, en stærk opfattelse af, at også åndsadel forpligter. Han gav aldrig eller kun undtagelsesvis efter for sin sygdom. Han følte som en forpligtelse at kæmpe mod den - for så godt som muligt at udnytte sine kunstneriske evner. Og i kraft af denne sin energi og vilje formåede han at få skrevet hele fire store operaer og to store symfonier, ved siden af sin øvrige musik (for scenen, for orkester og kor), hvis blot praktiske udarbejdelse og nedskriven krævede megen koncentration og anstrengelse.
Sygdommen kom til at spille en betydelig rolle for hans kunst på flere måder. Den har fra begyndelsen af taget noget af hans livsmod og selvtillid fra ham. Det er sikkert den, der gjorde, at han ikke kom til at føre sine rent kompositionstekniske studier igennem til bunden. Hans egne udtalelser kan tyde på det og ligeledes hans egen følelse af utilstrækkelighed på dette punkt. Skønt Lange-Müller selv gik så vidt som til at betegne sig selv som autodidakt, er dette imidlertid ikke er ganske berettiget.
Som barn fik han musikundervisning af orgelkunstneren Gottfred Matthison-Hansen, i 1870 blev han student fra Metropolitanskolen og i en kort tid, fra januar til december 1871, gik han på Musikkonservatoriet, men selvom hjemmet satte stor pris på musik, var det meningen, at han skulle gå embedsvejen ligesom sin fader, og derfor startede han på et statsvidenskabeligt studium ved Universitetet. Efter nogen tid opgav han sit studium for at forsøge sig i gartnerfaget, men fra 1874 virkede han udelukkende i musikkens tjeneste, først og fremmest som komponist, men i korte perioder tillige som orkesterdirigent. Hans familie var velhavende nok til at hjælpe ham økonomisk, hvis det var nødvendigt. Hans moder, Charlotte Sophie Lange, datter af overpræsident i København, Michael Lange, døde allerede i 1859 af tuberkulose, men han blev boende i sit barndomshjem Frederiksberg Allé 7, indtil hans fader døde i 1882, og hjemmet blev opløst.
Efter faderens død rejste han rundt og boede blandt andet 2 år i Stockholm, hvor han blev stiftede venskab med blandt andre Tor Aulin og navnlig Emil Sjögren.

### Voksenlivet
Udadtil kunne han føre et roligt og uafhængigt liv, som hans svagelighed bød det og hans forholdsvise velstand heldigvis tillod det. Under sådanne vilkår kunne man forvente, at hans kompositioner - som det overvejende gjaldt J.P.E. Hartmann - overvejende ville være et produkt af hans egen fantasi og kompositoriske evne og ikke afspejlede hverken hans egne følelser eller ydre oplevelser. Således forholder det sig imidlertid ikke. Lange-Müller formåede som få om overhovedet nogen anden i sin samtid at skildre et motiv gennem sin musik på en intensiv måde. Det blev af hans samtidige, William Behrend, om ham sagt, at: "..der står et helt vejr i "Efteraarssymfonien", der er vælde i bølgernes hedenske sang i "Agnete og Havmanden", havsus i "Vikingeblod", der er drønende pathos i et værk som "Niels Ebbesen" og - allermest i "Udstillingskantaten" fra 1888, er der ung fyrighed og kækt livsmod således, at denne komponist, hvad man vel næppe havde ventet, blev den, der frem for nogen dansk gav denne den moderne mekanikkens epoke et malende musikalsk udtryk. Han skildrer her i stålsatte toner arbejdet i fabrikken, gengiver vælden i det dirrende slid og synger hymner til arbejdskraftens og -lystens pris. Den tilbageholdende kunstner har her følt tiden på pulsen, den svage mand har lagt spændstig kraft i sine toner. Og man vil lægge mærke til, at i dette prægtig inspirerede værk - i hvilket i øvrig også de yndefulde udslag af Lange-Müllers muse har fået plads - er visse sider af hans ejendommelige stil, som man ellers har kunnet fremdrage som dens svagheder, med sikker hånd omskabt til styrke, sejg, udholdende styrke (sekvenserne, ensformige rytmer, modulatorisk uro). Med faste rammende hammerslag har han optømret et ypperligt tonebilled."

## Ægteskab og familie
Først i 1892 stiftede han selv et hjem, idet han blev gift med Ruth Block, med hvem han fik tre døtre. Hun var adoptivdatter af konsul Frederik H. Block til Kokkedal og Sophienberg, og efter enkefru Blocks død i 1897 arvede P.E. Lange-Müller via sin hustru Sophienberg, som han ejede til 1922, og som familien anvendte som sommerbolig. Sophienberg gik dernæst i arv til Lange-Müllers døtre.
Ved sin død boede Lange-Müller Åboulevard 4, Nørrebro, sammen med datteren Vibeke som husbestyrerinde.
I 1874 var han medstifter af Koncertforeningen og i et par år meddirigent, den eneste faste stilling, han beklædte.

## Musikken
Kilderne beretter at Lange-Müller hele livet led af dårligt helbred. Det gav sig bl.a. udslag i mange kraftige hovedpiner. Ikke desto mindre blev han 76 år, hvilket dengang var langt over gennemsnittet for mænd, og han foretog mange strabadserende udenlandsrejser og komponerede en stor mængde musik. På den anden side vidner dette citat fra hans egen hånd i forbindelse med hans 75-års fødselsdag, om en stor usikkerhed eller beskedenhed:
| “ | Musikken ... hyllede sig i Fjernhed for mig, og længe varede det, inden jeg vovede at følge den, og aldrig er jeg naaet den saa nær, at jeg kunde træde ind i dens Skole og tilegne mig de praktiske Realiteter ... stærkt har jeg savnet denne Ledelse under min lange og langsomme Vandring, og mangelfuldt udrustet har jeg møjsomt arbejdet mig frem indtil det Punkt, hvor jeg nu resigneret erkjender at maatte stande." | ” |
|   | |   |

Allerede hans op. 1 Fem Sange af Salomon og Sulamith, med tekst af B.S. Ingemann, blev vel modtaget af publikum og musikkritikken, og selv om mange af hans større værker senere fik en mere lunken modtagelse, fik han succeser nok til at blive en af tidens mest anerkendte komponister. Både samtiden og eftertiden ville hævde at Lange-Müller havde problemer med at håndtere det store symfoniorkester. Til gengæld var og er alle enige om at han var i besiddelse af en sprudlende evne til at producere fængende melodier. På det punkt kan næppe andre end hans noget yngre kollega, Carl Nielsen, gøre ham rangen stridig. Lange-Müller skrev langt over 200 sange for en stemme eller kor, hvoraf de fleste er af høj kvalitet. Nok har mange af dem en melankolsk tone, og nok blev de ikke folkeeje på samme måde som Carl Nielsens, men de er blevet sunget og indspillet mange gange siden, og bliver det stadig. Lange-Müllers romancer og korsange var den danske kulmination på en musikgenre, som startedes i Tyskland i slutningen af 1700-tallet og der fik fremragende behandling af f.eks. Beethoven, Schubert, Loewe, Brahms og Wolf. På dansk grund var det folk som J.A.P. Schultz, Weyse, Gade, Heise og altså Lange-Müller, der var de førende på dette område. Thomas Laub og Carl Nielsen forenklede stilen, og Poul Schierbeck var måske den sidste store eksponent for denne genre.

### Tidlige kompositioner
Da han i 1874 valgte musikken som sin livsvirksomhed, udgav han sin første komposition, "Fem Sange af Salomon og Sulamith" (Op. 1). Dette arbejde, der gjorde megen lykke, har til dels karakter af en studie efter J.P.E. Hartmann, men allerede hans næste kompositioner, navnlig orkestersuite "I Alhambra" (Op. 3), og enkelte af sangene til tekster af Bergsøe og Ingemann, Op. 4 og 6, (fx den pompøse: "Hvo er hun, som kommer fra Ørkenen") viser ham som den, om end noget grublende og undertiden for urolige og mørke, dog allerede nu tillige helt selvstændige kunstner, hos hvem en understrøm af dyb følelse forener sig med en rigdom af ejendommelige og betagende motiver, hvis primitivitet ligesom varslede om en helt ny retning i dansk musik.

### Operaer
I 1878 optrådte han som dramatisk komponist med operaen "Tove" (Op. 7), hvortil han tillige selv havde skrevet teksten. Uagtet dette debutarbejde led af mangler i scenisk henseende og med hensyn til historisk kolorit, indeholdt det dog også store og ejendommelige musikalske skønheder, hvorfor det senere er blevet udgivet i udtog af "Samfundet til Udgivelse af dansk Musik". Hos publikum kan det vel ikke siges at "Tove" slog igennem, men desuagtet fangede scenen komponistens kærlighed, og stadig er han under sin forskelligartede virksomhed vendt tilbage til den dramatiske musik, i hvilken han har forsøgt sig i flere retninger. Efter den yndefulde og friske musik til det lille Lystspil "I Mester Sebalds Have" (Op. 13) samt for- og mellemaktsmusikken til Kaalunds "Fulvia" (Op. 15) fulgte i 1883 operaen "Spanske Studenter" (Op. 22), et forsøg i opera comique, der straks vakte en del opmærksomhed, men dog tillige viste, at dette felt lå hans natur for fjernt, i det der trods mange heldige steder, hvor den spanske kolorit kom godt frem, føltes en vis tunghed, som ikke passede til stilen.
Hans næste arbejde, musikken til Holger Drachmanns "Der var en Gang" (Op. 25), opført 1886, er ubetinget det, der har bragt hans navn videst om, og har opnået et stort antal opførelser; navnlig er zigeunerviserne og serenaden fortræffelige, hvorimod den bekendte "Midsommervise" næppe kan siges at have løst den opgave, som tekstforfatteren synes at have sat sig: at skabe en folkesang. I 1887 indleverede han til Det Kongelige Teater operaen "Fru Jeanna" (Op. 30) til tekst af Ernst von der Recke, der straks blev antaget, men først efter flere års henliggen og adskillig avisfejde blev opført i 1891; den gjorde ikke lykke og opnåede ikke ret mange opførelser. Endvidere skrev han musik til Drachmanns "Ved Bosporus" (Op. 41), E. Christiansens "Peter Plus" (Op. 42), Reckes "Hertuginden af Burgund" (Op. 44) og E. Christiansens "Letizia" (Op. 48).

### Kormusik
Har Lange-Müllers dramatiske komposition ved siden af så meget godt og smukt, som den uomtvistelig rummer, dog ikke kunnet føre til fuld tilfredsstillelse hverken for komponisten eller for hans publikum, er derimod den kormæssige musik med eller uden solo vistnok den, hvori han har vundet sine smukkeste sejre. Hertil hører "Niels Ebbesøn" (Op. 9) for barytonsolo, mandskor og orkester, kor- og kvartetsange for mandsstemmer (Op. 10), hvori den uforlignelige "Kornmodsglansen ved Midnatstid", 3 salmer for kor og orkester (Op. 21), opført ved påskekoncerten i Vor Frue Kirke 1883, den overordentlig skønne kantate af Richardt ved den nordiske industriudstillings åbningsfest 1888 og Drachmanns kantate ved Universitetets 100-årsfest for stavnsbåndets løsning samme år.

### Orkestermusik
I den rene orkestermusik har han derimod haft ikke så lidt at kæmpe med, en vis uklarhed, der her måske føles stærkere, i forbindelse med en del ubehjælpsomhed i instrumenteringen. Foruden den alt omtalte suite "I Alhambra", opført i 1876 i Koncertforeningen, kan her navnlig fremhæves hans symfoni "Efteraar" (Op. 17), opført ligeledes i Koncertforeningen i 1882, og symfoni nr. 2 i D-mol (Op. 33), opført ved de filharmoniske koncerter i 1889. Det mørke og tunge synes trods meget smukt, fx i symfonien "Efteraar", her ikke at ville forlade komponisten; men at han i årenes løb har vundet herredømme over den tekniske behandling af instrumenterne, beviser navnlig hans sidste suite: "Weyerburg" (Op. 47).
Ligesom "I Alhambra" er fremkommet under indtrykkene af et ophold i Spanien, således skyldes "Weyerburg" et besøg i Tyrol.

### Sange
Af sange har Lange-Müller komponeret en stor mængde: foruden de førnævnte Op. 4 og 6, 6 russiske sange (Op. 11), 6 danske sange (Op. 14), 5 norske sange (Op. 16), 6 folkeviser (Op. 18), "Naar Sol gaar ned" (Op. 19), "Skumring" (Op. 20), sange af Drachmann og Recke (Op. 23 og 24), 5 franske sange (Op. 28), digte af Richardt og andre (Op. 31), folkeviser af Thor Lange (Op. 34), romancer af Uhland (Op. 35), 3 sange, polske og russiske (Op. 39), sange af Gjellerup (Op. 40), 3 sange (Op. 54). Iblandt de mange smukke og ejendommelige kan her fremhæves "Frisk Vejr" af Op. 14, "En Rand af diset Hede" af Op. 20, "Og sørger du for den Foraarstid" af Op. 24 og særlig "Bjørnen" og "Hinden" af Op. 23.

### Klavermusik
Af klaverkompositioner har han skrevet forholdsvis lidt; det betydeligste er Op. 8, 12 klaverstykker, variationer over et originaltema.

## Hæder
Lange-Müller blev Ridder af Dannebrogordenen 1887, Kommandør af 2. grad 1920 og modtog Fortjenstmedaljen i guld 1925.
Lange-Müller blev i 1904 optaget som utländsk ledamot (udenlandsk medlem) nr. 199 af Kungliga Musikaliska Akademien.
Han er begravet på Vestre Kirkegård.

## Gengivelser af Lange-Müller
- Akvarel af Edvard Lehmann 1856. Xylografi 1883 og xylografi efter dette 1884, bl.a. af H.P. Hansen. Xylografi 1886.
- Portrætmaleri af Bertha Wegmann 1908 (Det Nationalhistoriske Museum på Frederiksborg Slot).
- Træsnit af L.B. Hansen 1911, efter foto.
- Buste af Ludvig Brandstrup 1931 (Det Kongelige Teater)
- Fotografier